# Ariel Otermín
Ariel Otermín (Merlo, Provincia de Buenos Aires, Argentina; 24 de mayo de 1985) es un futbolista argentino. Juega como defensor y su primer equipo fue Aldosivi de Mar del Plata. Actualmente milita en Real Pilar de la Primera C.

## Clubes
| Club                      | País      | Año       |
| ------------------------- | --------- | --------- |
| Aldosivi de Mar del Plata | Argentina | 2004-2005 |
| Deportivo Merlo           | Argentina | 2006-2008 |
| Brown de Adrogué          | Argentina | 2008-2012 |
| Deportivo Morón           | Argentina | 2012-2015 |
| Atlanta                   | Argentina | 2016-2017 |
| Talleres (RdE)            | Argentina | 2017-2019 |
| Real Pilar                | Argentina | 2019-Act. |

## Palmarés

### Campeonatos nacionales
| Título    | Club            | País      | Año  |
| --------- | --------------- | --------- | ---- |
| Primera D | Deportivo Merlo | Argentina | 2006 |